# Żeglarstwo na Letnich Igrzyskach Olimpijskich 1936 – klasa 6 metrów
Zawody w żeglarskiej klasie 6 metrów podczas XI Letnich Igrzysk Olimpijskich odbyły się w dniach 4–10 sierpnia 1936 roku na wodach Zatoki Kilońskiej.

## Informacje ogólne
Do zawodów zgłosiło się dwanaście załóg reprezentujących tyleż krajów.
Regaty składały się z siedmiu wyścigów.  Jeden punkt był przyznawany za ukończenie wyścigu, kolejne zaś za miejsca zajęte na mecie – liczba punktów równa była liczbie pokonanych załóg, łącznie z tymi, które nie wystartowały lub nie ukończyły danego wyścigu. Na wynik końcowy składała się suma wszystkich punktów, przy czym wyższą lokatę zajmował jacht o większej liczbie punktów. Przy równej punktacji załóg przeprowadzana była między nimi dogrywka.
Cztery z wyścigów odbyły się w innych godzinach niż planowano z powodu zbyt burzliwego lub spokojnego morza i, co za tym idzie, przesunięcia startów innych klas. Różnice między pierwszą trójką nie były duże, a triumfowali reprezentanci Wielkiej Brytanii przed Norwegami i Szwedami. Szwajcarska załoga została zdyskwalifikowana, bowiem jej sternik nie spełniał warunku bycia amatorem.

## Wyniki
| Pozycja | Załoga                                                                                | Jacht      | Wyścig I | Wyścig I | Wyścig II | Wyścig II | Wyścig III | Wyścig III | Wyścig IV | Wyścig IV | Wyścig V | Wyścig V | Wyścig VI | Wyścig VI | Wyścig VII | Wyścig VII | Ogółem |
| Pozycja | Załoga                                                                                | Jacht      | Pozycja  | Punkty   | Pozycja   | Punkty    | Pozycja    | Punkty     | Pozycja   | Punkty    | Pozycja  | Punkty   | Pozycja   | Punkty    | Pozycja    | Punkty     | Ogółem |
| ------- | ------------------------------------------------------------------------------------- | ---------- | -------- | -------- | --------- | --------- | ---------- | ---------- | --------- | --------- | -------- | -------- | --------- | --------- | ---------- | ---------- | ------ |
| złoto   | Christopher Boardman Miles Bellville Russell Harmer Charles Leaf Leonard Martin       | Lalage     | 3        | 10       | 2         | 11        | 5          | 8          | 4         | 9         | 2        | 11       | 6         | 7         | 2          | 11         | 67     |
| srebro  | Magnus Konow Karsten Konow Fredrik Meyer Vaadjuv Nyqvist Alf Tveten                   | Lully      | DSQ      | 0        | 1         | 12        | 4          | 9          | 2         | 11        | 3        | 10       | 1         | 12        | 1          | 12         | 66     |
| brąz    | Sven Salén Lennart Ekdahl Martin Hindorff Torsten Lord Dagmar Salén                   | May Be     | 1        | 12       | 3         | 10        | DNF        | 0          | 3         | 10        | 1        | 12       | 2         | 11        | 6          | 7          | 62     |
| 4       | Julio Sieburger Claudio Bincaz Germán Frers Edlef Hossmann Jorge Luis Linck           | Wiking     | 5        | 8        | 8         | 5         | 2          | 11         | 8         | 5         | 4        | 9        | 5         | 8         | 7          | 6          | 52     |
| 5       | Renato Consentino Giuliano Oberti Massimo Oberti Giovanni Stampa Giuseppe Volpi       | Esperia    | 7        | 6        | 5         | 8         | 1          | 12         | 9         | 4         | 6        | 7        | 10        | 3         | 3          | 10         | 50     |
| 6       | Hans Lubinus Dietrich Christensen Kurt Frey Theodor Thomsen Haimar Wedemeyer          | Gustel V   | 2        | 11       | 4         | 9         | DSQ        | 0          | 1         | 12        | DSQ      | 0        | 4         | 9         | 5          | 8          | 49     |
| 7       | Curt Mattson Yngve Pacius Ragnar Stenbäck Holger Sumelius Lars-Gunnar Winqvist        | Lyn        | 4        | 9        | 6         | 7         | 3          | 10         | 7         | 6         | DSQ      | 0        | 7         | 6         | 8          | 5          | 43     |
| 8       | Joop Carp Ansco Dokkum Cornelis Jonker Herman Looman Ernst Moltzer                    | De Ruyter  | 8        | 5        | 9         | 4         | DNF        | 0          | 5         | 8         | 7        | 6        | 3         | 10        | 4          | 9          | 42     |
| 9       | William Bartholomae Morgan Adams Charles Garner Carl Paul John Wallace                | Mystry     | 6        | 7        | 10        | 3         | 6          | 7          | 6         | 7         | 5        | 8        | 8         | 5         | DNF        | 0          | 37     |
| 10      | Jean Peytel Yves Baudrier Claude Desouches Gérard de Piolenc Jacques Rambaud          | Qu'Importe | 9        | 4        | 7         | 6         | 7          | 6          | 10        | 3         | 8        | 5        | 11        | 2         | 9          | 4          | 30     |
| 11      | Janusz Zalewski Józef Szajba Alfons Olszewski Juliusz Sieradzki Stanisław Zalewski    | Danuta     | 10       | 3        | 11        | 2         | DNF        | 0          | 11        | 2         | 9        | 4        | 9         | 4         | 10         | 3          | 18     |
| 12      | André Firmenich Frédéric Firmenich Georges Firmenich Alexandre Gelbert Louis Noverraz | Ylliam III | DSQ      | 0        | DSQ       | 0         | DSQ        | 0          | DSQ       | 0         | DSQ      | 0        | DSQ       | 0         | DSQ        | 0          | 0      |